# トコリ・グローバル
株式会社ネクストは、T.T BOWLなどのブランドでボウリング場を全国展開していた会社。旧商号は、トコリ・グローバル株式会社である。

## 概要
資本金5千万円。和歌山本社（和歌山県有田市宮崎町）と大阪本社（大阪府大阪市西区靭町）があった。代表取締役社長は田中利典だった。

### 主な株主
- 紀陽リース・キャピタル
- 大阪中小企業投資育成
- みずほキャピタル
- 日本アジア投資
- 広島ベンチャーキャピタル

## 沿革
- 2001年11月12日：会社設立
- 2014年2月28日:株式会社ネクストに商号変更。
- 2014年3月24日：民事再生法を適用し破産[1][2]。
- 2016年9月7日：法人格消滅[3]。

## 店舗
破綻時点で43店舗。
- T.T BOWL 函館八幡通店
- T.T BOWL 名取　現在はスターボウル名取として営業中
- T.T BOWL ロゼオ水戸店
- T.T BOWL 加須店　現在はジョイナスボウル加須として営業中
- T.T BOWL 上福岡店
- T.T 秦野マスターズボウル
- T.T BOWL 山梨中央　現在は大丸パークレーンズとして営業中
- T.T BOWL 福井空港
- T.T BOWL クラスポ蒲郡
- T.T BOWL LCワールド本巣
- T.T BOWL 長浜スプリングレーンズ　現在は長浜スプリングレーンズとして営業中
- スーパーボウル名張　現在はHOS NABARIとして営業中
- 栗東ボウリングジム　現在は同名のまま営業中
- T.T BOWL フォレオ大津一里山
- マスターズボウル醍醐
- T.T BOWL みのお
- T.T BOWL今福店　現在はボウリング王国スポルト今福店として営業中
- T.T BOWL茨木店　現在はバスターボウルとして営業中
- T.T BOWLフォレオ大阪ドームシティ[4]
- T.T BOWL ラパーク岸和田　現在はBOWL123 ラパーク岸和田として営業中
- T.T おりおのボウル
- T.T BOWL りんくうシークル　現在はストライクス りんくうシークル店として営業中
- T.T BOWL トマト西宮　現在はE-BOWLトマト西宮として営業中
- T.Tスーパーボウル三田　現在はエリア・ドゥ三田ボウリングセンターとして営業中
- マスターズ姫路スターレーン
- 青山スポーツガーデン　現在は同名のまま営業中
- T.T マスターズボウル奈良　現在は上牧ビッグスターボウルとして営業中
- トークランドボウル
- ジストボウル
- T.T BOWL City和歌山
- T.T BOWL 岡山ジョイポリス
- T.T BOWL 高松　現在はLTBボウル高松として営業中
- T.T マスターズボウル観音寺
- T.T BOWL 川之江中央
- T.T BOWL ベルファ宇治
- T.T BOWL BOXTOWN箱崎
- T.T BOWL ショッパーズモールなかま
- T.T BOWL 小倉
- T.T BOWL ユーガーデン3
- T.T BOWL アーガス　現在はボウルアーガスとして営業中
- T.T BOWL ゆめタウン鳥栖店
- T.T BOWL 熊本
- T.T BOWL 鹿児島大学前店
- T.T BOWL てだこ　現在はてだこボウルとして営業中
- T.T BOWL 沖縄
- T.T BOWL 美浜アメリカンビレッジ　現在はエナジックボウル美浜として営業中